# Lijst van nummer 1-hits in de Radio 2 Top 30 in 1997
Deze hits stonden in 1997 op nummer 1 in de Vlaamse Radio 2 Top 30.
| Nummer | Datum        | Artiest                       | Titel                                                              |
| ------ | ------------ | ----------------------------- | ------------------------------------------------------------------ |
| 472    | 4 januari    | Robert Miles & Maria Nayler   | One and One                                                        |
| 473    | 11 januari   | Gala                          | Freed from Desire                                                  |
|        | 18 januari   | Gala                          | Freed from Desire                                                  |
|        | 25 januari   | Gala                          | Freed from Desire                                                  |
|        | 1 februari   | Gala                          | Freed from Desire                                                  |
|        | 8 februari   | Gala                          | Freed from Desire                                                  |
| 474    | 15 februari  | No Doubt                      | Don't Speak                                                        |
|        | 22 februari  | No Doubt                      | Don't Speak                                                        |
|        | 1 maart      | No Doubt                      | Don't Speak                                                        |
|        | 8 maart      | No Doubt                      | Don't Speak                                                        |
|        | 15 maart     | No Doubt                      | Don't Speak                                                        |
|        | 22 maart     | No Doubt                      | Don't Speak                                                        |
| 475    | 29 maart     | Gala                          | Let a Boy Cry                                                      |
|        | 5 april      | Gala                          | Let a Boy Cry                                                      |
|        | 12 april     | Gala                          | Let a Boy Cry                                                      |
|        | 19 april     | Gala                          | Let a Boy Cry                                                      |
| 476    | 26 april     | Funky Green Dogs              | Fired Up!                                                          |
|        | 3 mei        | Funky Green Dogs              | Fired Up!                                                          |
|        | 10 mei       | Funky Green Dogs              | Fired Up!                                                          |
|        | 17 mei       | Funky Green Dogs              | Fired Up!                                                          |
|        | 24 mei       | Funky Green Dogs              | Fired Up!                                                          |
| 477    | 31 mei       | Jantje Smit                   | Ik zing dit lied voor jou alleen                                   |
|        | 7 juni       | Jantje Smit                   | Ik zing dit lied voor jou alleen                                   |
| 478    | 14 juni      | Sash! & Rodriguez             | Ecuador                                                            |
|        | 21 juni      | Sash! & Rodriguez             | Ecuador                                                            |
|        | 28 juni      | Sash! & Rodriguez             | Ecuador                                                            |
|        | 5 juli       | Sash! & Rodriguez             | Ecuador                                                            |
| 479    | 12 juli      | Hanson                        | Mmmbop                                                             |
|        | 19 juli      | Hanson                        | Mmmbop                                                             |
|        | 26 juli      | Hanson                        | Mmmbop                                                             |
|        | 2 augustus   | Hanson                        | Mmmbop                                                             |
| 480    | 9 augustus   | Puff Daddy, Faith Evans & 112 | I'll Be Missing You                                                |
|        | 16 augustus  | Puff Daddy, Faith Evans & 112 | I'll Be Missing You                                                |
|        | 23 augustus  | Puff Daddy, Faith Evans & 112 | I'll Be Missing You                                                |
|        | 30 augustus  | Puff Daddy, Faith Evans & 112 | I'll Be Missing You                                                |
| 481    | 6 september  | Wes                           | Alane                                                              |
| 480    | 13 september | Puff Daddy, Faith Evans & 112 | I'll Be Missing You                                                |
| 482    | 20 september | Elton John                    | Something About the Way You Look Tonight / Candle in the Wind 1997 |
|        | 27 september | Elton John                    | Something About the Way You Look Tonight / Candle in the Wind 1997 |
|        | 4 oktober    | Elton John                    | Something About the Way You Look Tonight / Candle in the Wind 1997 |
|        | 11 oktober   | Elton John                    | Something About the Way You Look Tonight / Candle in the Wind 1997 |
|        | 18 oktober   | Elton John                    | Something About the Way You Look Tonight / Candle in the Wind 1997 |
|        | 25 oktober   | Elton John                    | Something About the Way You Look Tonight / Candle in the Wind 1997 |
|        | 1 november   | Elton John                    | Something About the Way You Look Tonight / Candle in the Wind 1997 |
| 483    | 8 november   | Aqua                          | Barbie Girl                                                        |
|        | 15 november  | Aqua                          | Barbie Girl                                                        |
|        | 22 november  | Aqua                          | Barbie Girl                                                        |
|        | 29 november  | Aqua                          | Barbie Girl                                                        |
|        | 6 december   | Aqua                          | Barbie Girl                                                        |
|        | 13 december  | Aqua                          | Barbie Girl                                                        |
|        | 20 december  | Aqua                          | Barbie Girl                                                        |
|        | 27 december  | Aqua                          | Barbie Girl                                                        |